# Тупиковское сельское поселение
Тупиковское сельское поселение — муниципальное образование в составе Холм-Жирковского района Смоленской области России.
Административный центр — станция Владимирский Тупик.

## Географические данные
Расположено в северной части района. Общая площадь земель на 2008 год составляла 70,29  км².
Граничит:
- на севере — с Тверской областью
- на северо-востоке — с Новодугинским районом
- на востоке, юге и западе — с Печатниковским сельским поселением

Крупные реки: Немощенка.

## История
Образовано Законом от 28 декабря 2004 года.  
Законом Смоленской области от 20 декабря 2018 года, к 1 января 2019 года в Тупиковское сельское поселение были включены все населённые пункты двух упразднённых сельских поселений: Никитинского и Печатниковского.

## Население
| 2011 | 2012 | 2013  | 2014 | 2015 | 2016 | 2017 |
| ---- | ---- | ----- | ---- | ---- | ---- | ---- |
| 707  | ↘684 | ↘666  | ↘654 | →654 | ↘641 | ↘621 |
| 2018 | 2019 | 2020  | 2021 |      |      |      |
| ↘608 | ↘584 | ↗1052 | ↘763 |      |      |      |

## Населённые пункты
На территории поселения находятся 16 населённых пунктов:
| №  | Населённый пункт   | Тип     | Население |
| -- | ------------------ | ------- | --------- |
| 1  | Александровка      | деревня | 1         |
| 2  | Бесково            | деревня | 0         |
| 3  | Буково             | деревня | 0         |
| 4  | Владимирский Тупик | станция | 510       |
| 5  | Владимирское       | деревня | 64        |
| 6  | Екимово            | деревня | 3         |
| 7  | Караваево          | деревня | 4         |
| 8  | Малая Чернея       | деревня | 0         |
| 9  | Медведки           | деревня | 1         |
| 10 | Никитинка          | деревня | 31        |
| 11 | Никитинка          | станция | 331       |
| 12 | Ольшанка           | деревня | 0         |
| 13 | Осипцево           | деревня | 3         |
| 14 | Печатники          | деревня | 137       |
| 15 | Сластихино         | деревня | 5         |
| 16 | Тупик 72 км        | посёлок | 201       |

## Экономика
Сельхозпредприятия, магазины, переработка металлолома.